# Ogú y Mampato en Rapa Nui
Ogú y Mampato en Rapa Nui é um filme de drama chileno de 2002 dirigido e escrito por Alejandro Rojas. Foi selecionado como representante do Chile à edição do Oscar 2003, organizada pela Academia de Artes e Ciências Cinematográficas.

## Elenco
- Marina Huerta
- Maynardo Zavala
- Carlos del Campo
- Gerardo Vázquez
- Alondra Hidalgo
- Mary Paz García
- Mauro Samaniego
- Miguel Angel Ghigliazza
- Mario Castañeda
- Adrián Fogarty
- Benjamin Rivera